# Taxila therikles
Taxila therikles är en fjärilsart som beskrevs av Hans Fruhstorfer 1912. Taxila therikles ingår i släktet Taxila och familjen Riodinidae. Inga underarter finns listade i Catalogue of Life.